# モクタル・ウルド・ジャイ
モクタル・ウルド・ジャイ（アラビア語: المختار ولد أجاي、Mokhtar Ould Djay、1973年12月28日 - ）は、モーリタニアの政治家。2024年から同国首相を務める。以前は大統領府長官としてモハメド・ウルド・ガズワニの側近であった他、経済財務大臣、財務大臣を歴任。

## 経歴
タガント州ムジェリアで誕生。ブラクナ州のマグタ・ラージャールに移住し、町で初等および中等研究を完了し、1992年に数学を専門とするバカロレアを取得している。1997年にはモロッコのラバトの国立統計応用経済研究所で工学の学士号を取得している。
1998年から2003年まで、ジャイは労働市場を担当し、国連開発計画(UNDP)が資金を提供する国家雇用政策プロジェクトに関与した。2000年から2002年の間にジャイは遠隔教育を通じて、トゥールーズ大学で統計学と計量経済学の修士号を取得し、高等教育を修了した。2003年から2008年まで、ジャイは教育訓練プロジェクトの監視と評価を担当し、統計・経済学専門研究局長を務めている。
経済財務大臣在職中はモーリタニアは商品価格の下落、特に鉄鉱石の価格の下落に関連する経済危機を経験した。オーストラリアの鉱業会社BCMインターナショナルとの間で、フデリックにあるモーリタニア全国産業鉱業協会（SNIM）が管理する鉱山の搾取に関する契約を締結している。ジャイはガズワニから2024年大統領選挙の潜在的候補者に推薦された。ジャイはヌアクショット市で2023年のモーリタニア議会、地域、地方選挙の選挙活動を調整した。
2024年8月2日にはガズワニ大統領によって、首相に任命される。